# Südlicher Schaufelfuß
Der Südliche Schaufelfuß (Scaphiopus couchii) ist ein an Land lebender Froschlurch. Diese Kröte kommt im Süden der USA und in Mexiko vor und gehört zu einer von drei Arten der Gattung Scaphiopus aus der Familie der Amerikanischen Schaufelfußkröten. Gelb bis gelblich-grün ist die Farbe der Oberseite, dazu ist die Kröte dunkel marmoriert. Das Aussehen ist typisch für Lurche, die Trockenheit überstehen, indem sie sich in den Boden eingraben. Die fünf bis neun Zentimeter lange Kröte besitzt dafür schwarze „Grabschaufeln“ an den Fußsohlen, welche sie befähigen sich rückwärts sehr rasch in sandige Erde einzugraben. Im Falle des Südlichen Schaufelfußes wird das Überleben im Boden durch eine wasserfeste, den Lurch umgebende Hülle erreicht. Diese entsteht durch das Abstoßen mehrerer Hautschichten. Die Kröte verharrt in circa einem Meter Tiefe in einem Ruhezustand, bis der nächste Regen einsetzt. Wenn dies so weit ist, bricht die schützende Hülle auf und der Lurch kriecht an die Oberfläche, wo er sich daraufhin fortpflanzt.

## Weblinks

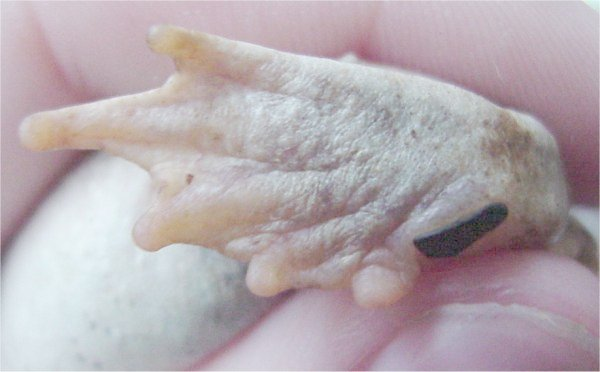
Linke Fußsohle eines Südlichen Schaufelfußes mit dunkler Grabeschwiele